# 대동 (요)
대동(大同, 947년 2월 ~ 9월)은 요나라(거란국) 태종(太宗) 야율 덕광(耶律 德光)의 두번째 연호이다. 8개월 가량 사용하였다. 태종(太宗)이 죽고난 후에 세종(世宗)이 천록으로 개원할 때까지 사용하였다.

## 개원
- 회동(會同) 10년 2월 1일[1](947년 2월 24일)에 연호를 대동(大同)으로 개원함.[2][3]

- 대동(大同) 원년 9월 16일[4](947년 11월 1일)에 연호를 천록(天祿)으로 개원함.[5][3]

## 연대 대조표
| 대동       | 원년            |
| 서기(西紀) | 947년           |
| 간지(干支) | 정미(丁未)      |
| 후진(後晉) | 개운(開運) 4년  |
| 후한(後漢) | 천복(天福) 12년 |

## 동시대 연호

### 중국
후한(後漢)
- 천복(天福) (947년 ~ 948년)

남한(南漢)
- 건화(乾和) (943년 ~ 958년)

후촉(後蜀)
- 광정(廣政) (938년 ~ 965년)

남당(南唐)
- 보대(保大) (943년 ~ 957년)

대리국(大理國)
- 지치(至治) (946년 ~ 951년)

호탄 왕국(于闐)
- 동경(同慶) (912년 ~ 966년)

### 일본
- 덴교(天慶) (938년 ~ 947년)
- 덴랴쿠(天曆) (947년 ~ 957년)

## 같이 보기
- 다른 왕조의 같은 연호
  - 양(梁) 대동(大同, 535년 ~ 546년)
  - 일본(日本) 다이도(大同, 806년 ~ 810년)
  - 만주국(滿洲國) 대동(大同, 1932년 ~ 1934년)

- 중국의 연호 목록